# Kalenda Maya
Kalenda Maya (in provenzale «Calendimaggio») è uno dei più noti componimenti di Raimbaut de Vaqueiras. Si tratta di una canzone dedicata alla donna amata ed è composta di sei coblas; è il primo esempio noto di estampida vocale. Nella vita di Raimbaut è riferito che il trovatore sarebbe stato ispirato da due giullari giunti alla sua corte, che avrebbero eseguito alla viella una estampida la quale lo avrebbe colpito molto, cui egli avrebbe poi aggiunto il testo. Si tratta di un racconto non inverosimile, in quanto all'epoca l'estampida era un genere prevalentemente strumentale, ed esiste inoltre una chanson trovierica, intitolata Souvent souspire, le cui melodia e metrica presentano particolare affinità con Kalenda Maya. Diversi studiosi ritenevano che quest'ultima fosse un contrafactum di Souvent souspire, ma Heinrich Husmann ha evidenziato come Kalenda Maya aderisse alla musica in maniera migliore rispetto alla controparte trovierica, ritenendo più probabile che fosse essa stessa il modello e non un'opera derivata.